# Квантизација (обрада сигнала)
У математици и обради дигиталних сигнала, Квантизација је процес мапирања улазних вредности из великог скупа (често непрекидног скупа) до излазних вредности у (пребројивом) мањем сету. Заокруживање и скраћивање су типични примери процеса квантизације. Квантизација је до неке мере укључена у скоро сву дигиталну обраду сигнала, пошто процес представљања сигнала у дигиталном облику обично укључује заокруживање. Квантизација такође чини језгро у суштини све алгоритме компресије губитака.
Разлика између улазне вредности и његове квантизоване вредности (као што је грешка заокруживања) назива се грешка квантизације. Уређај или алгоритамска функција која врши квантизацију се зове квантизатор. Аналогно-дигитални претварач је пример квантизера.

## Математичка својства квантизације
Пошто је квантизација неколико мапирања, то је инхерентно нелинеарни и иреверзибилни процес (тј. Зато што исту излазну вредност дели више вредности улазних вредности, обично је немогуће повратити тачну улазну вредност када се дода само излазна вредност).
Сет могућих улазних вредности може бити бескрајно велик и може бити континуиран и стога бескрајан (као што је скуп свих стварних бројева или сви стварни бројеви унутар ограниченог опсега). Сет могућих излазних вредности може бити коначан или бројно бесконачан. Комплети улаза и излаза укључени у квантизацију могу се дефинисати на прилично општи начин. На пример, квантизација вектора је примена квантизације на вишедимензионалне (векторске) улазне податке.

## Основне врсте квантизације

### Аналогно-дигитални претварач
Аналогно-дигитални претварач (АДЦ) може се моделирати као два процеса: узорковање и квантизација. Узорковање конвертује временски променљив напонски сигнал у дискретни временски сигнал, низ стварних бројева.Квантизација замењује сваки стварни број са апроксимацијом од коначног скупа дискретних вредности. Ове дискретне вредности су најчешће представљене као речи са фиксном тачком. Иако је могући број нивоа квантизације, уобичајене речи су 8-битне (256 нивоа), 16-битни (65.536 нивоа) и 24-битни (16,8 милиона нивоа).Квантизовање секвенце бројева ствара секвенцу квантизационих грешака која се понекад моделује као додатни случајни сигнал звани квантизацијски шум због свог стохастичног понашања. Што више нивоа користи квантизатор, нижа је снага квантне буке.

## Оптимизација дисторзије
Оптимизовано квантизовање са дисторзијом се среће код изворног кодирања за алгоритме компресије података "губитак", при чему је сврха управљање дисторзијама унутар граница брзине преноса података који подржава комуникациони канал или медиј за складиштење података. У овом другом окружењу, количину уводјеног изобличења могу пажљиво управљати софистицираним техникама, а увођење неке значајне количине изобличења може бити неизбежно.Квантизатор који је дизајниран за ову сврху може бити сасвим другачији и детаљнији у дизајну него обична операција заокруживања. На овом домену се вероватно примјењује значајна анализа теорије диференцијације. Међутим, исти концепти се заправо примењују у оба случаја употребе.Анализа квантизације подразумева проучавање количине података (типично измерено цифрама или битовима или битним брзинама) који се користи за представљање излаза квантизера и проучавање губитка прецизности која је уведена у процесу квантизације (који се помиње као дисторзија). Опште поље таквог проучавања брзине и изобличења познато је као теорија дисторзије брзине.